# Mauropteron pelago
Mauropteron pelago là một loài ruồi trong họ Asilidae. Mauropteron pelago được Walker miêu tả năm 1849. Loài này phân bố ở miền Australasia.